# Княжеская улица (Одесса)
Княжеская улица — улица в Одессе, в исторической части города, от Торговой до Старопортофранковской улицы.

## История
На картах города с 1828 года. Название улицы связано с сословным делением одесского населения: наряду с Княжеской, в Одессе существовали Дворянская и Мещанская (ныне — Заславского) улицы. 
С установлением Советской власти 17 января 1924 года улицу переименовали в честь советского работника одессита Баранова. Улице дважды возвращали название Княжеская — во время румынской оккупации (с 19 ноября 1941 года по 14 апреля 1944 года) и  с 14 мая 1995 года.

## Достопримечательности

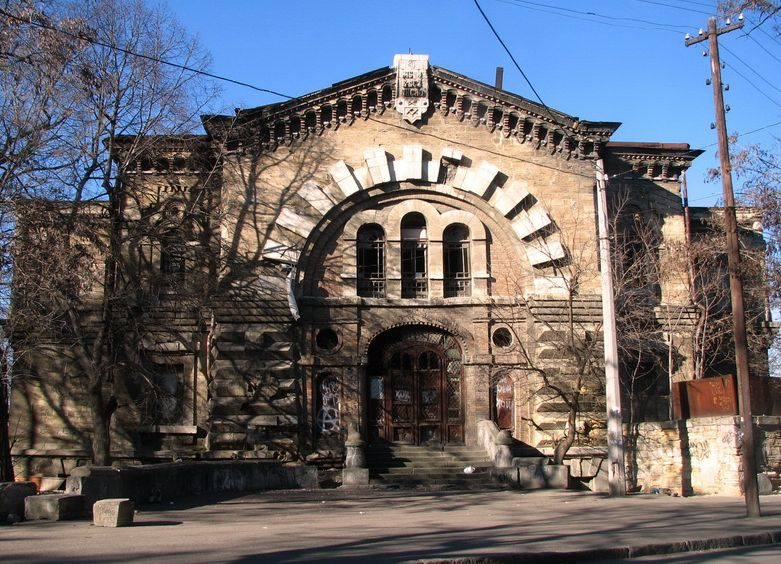
Одесское отделение Императорского Русского Технического Общества

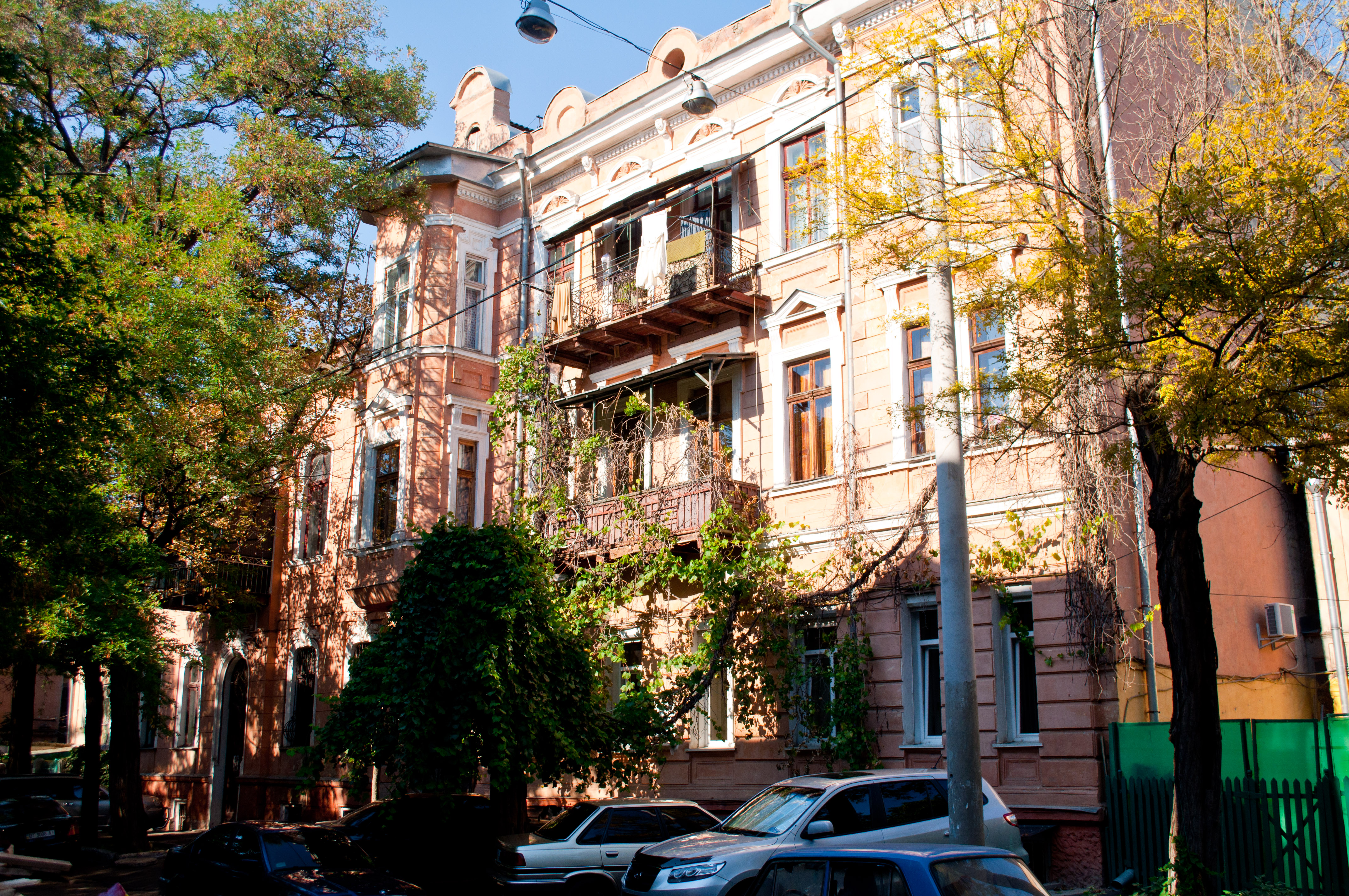
Княжеская улица, 27

д.1а — Одесское отделение Императорского Русского Технического Общества

## Известные жители
д. 2 — член-корреспондент АН СССР Н. Г. Чеботарев.

д. 8 — архитектор Э. Я. Меснер

д. 12 — писатель Нина Гернет

д. 18 — архитектор Ф. П. Нестурх

д. 27 — Иван Бунин (здесь он провёл последние «окаянные дни» 1919—1920 годов, перед отъездом в эмиграцию)

Первый отечественный авиатор Михаил Ефимов.